# 乾セン子
『乾𦠆子』（かんせんし/けんせんし）は、晩唐の詩人温庭筠が撰した伝奇集。
「𦠆」には饗膳用の調理された肉という字義があり、集名は𦠆となって人々に悦ばれる乾し肉ような集となる事を期して命名したものという。なお、「饌」が「𦠆」の別字とされる事がある事から「乾饌子」と表記する場合もある。
南宋の鄭樵『通志』巻68（芸文略第六）では1巻とされているが、宋代の『崇文総目（すうぶんそうもく）』巻27や『新唐書』芸文志3（志第49）等には3巻とあり、元来は3巻であった蓋然性が高い。元代に編まれた『宋史』の芸文志には見えないので宋末には既に原集は失われていたものと思われ、宋代の『太平広記』に拾われた33則と、節略されてはあるが朱勝非（しゅしょうひ）（カ？）『紺珠集（こんじゅしゅう）』に収める20則が遺されている。また『広記』では出処を異にするものの本来は本集中の作品と疑われるものもあり、これら遺則は明清代にも、例えば集中の「華州参軍」が『柳参軍伝』として単行されたり、陶珽（とうてい）の『重較説郛（ちょうかくせっぷ、ちょうこうせっぷ）』の巻第23に11則を収めている如く各種叢書に収録され乍ら、現在迄伝わっている。
成立年代は不明であるが、南唐の劉崇遠（りゅうすうえん）『金華子雑編（きんかしざつへん）』巻上に、温が流されて随県の尉となって徐商（じょしょう）に属す事があり、時に随県の西、襄陽の峴山（けんざん）に段成式が退隠していたので、意気投合した両者が「遞（たが）いに故事を捜」し合ったという記載がある。晩年の段は襄陽に閑居しており、温の流謫は大中13年（基督教暦859年）頃の事なので、この両者の親交の過程で本集が撰されたと考えれば、それは大中13年乃至咸通元年（同上860年）頃であると仮定できる。なお、温と段の関係は、温の女が段の男段安節（だんあんせつ）に嫁すといったように密なものであり、「乾𦠆子」という書名にもその事が窺える。即ち、段は食通でもあり、『酉陽雑俎』の序文で経・史・子部の書をそれぞれ羹（あつもの）、折俎（せっそ。食べ易いように切り分けて俎（食器）に載せた肉料理）、醯醢（けいかい）に喩え、対して自身はそれらに副える「炙鴞羞鼈（しゃきょうしゅうべつ）」（焼き鳥と鼈料理）として志怪の書を集めて飲食時の余暇にそれらを思い出すままに誌した為に、料理に因む「俎」字を集名に付けたと述べており、それは「乾𦠆子」の謂われにも通じるので、温はこの雑「俎」を意識して自身の撰集を命名したものとも想像されるのである。また、温は伝奇集『甘沢謡（かんたくよう）』の撰者袁郊（えんこう）とも交遊があったので、その影響があった可能性もある。襄陽では温と段を中心とする文人集団が成立していたと見られ、唐代小説の殆どは知友間や同好の集団内の交流から生まれたものと想定できる事から、そうした環境の中で本集も成立したものと推考される。
現伝する諸則は節略もあってか『重較説郛』11則等、ごく短い逸話的なものが多く、比較的長い作品も小説としての結構は備えるものの、魯迅が『中国小説史略』の中で「僅かに事略（すぢ）を録したもので、簡率で大したものではなく、その詩賦の艶麗（えんれい）とは似てゐない」と評している如く、情緒的描写よりは物語の展開に重きを置いている点が認められ、繊細な詩や詞で知られる温の著作とすると少しき違和感を覚えしめるが、詩詞と小説とは本来発想や構成を異とするのものと考えると、小説における作家温の創作姿勢は物語の展開を優先する事、敢えて魯の言う僅かな事略の叙述に徹する事で「変化ある物語、興味ある話を創り出そうとしている点」にあったと認める事も出来、温の残した本集の幾則は筋の展開を淡々と叙しつつ人生に起こり得る不条理の断面を「奇」とし、それを「伝え」ようとするそうした小説であると評価される。温は20代の初めから凡そ20年間科挙を受け続けたが結局及第する事は無かったというので、自己の才を誇りつつもそれが認められずに挫折し、そこから来た絶望に依ってのみ見通せる人間や社会、時代の本質を鋭敏に捉えて簡潔な文に認めたとも考えられ、そうでないとしても、六朝期の志怪の書が怪異を含まない志人小説を経て中盛唐期の伝奇小説へと発展し乍ら再び志怪の世界への逆行を示しつつあった晩唐期において叙された本集の幾則かは、中国小説の可能性を広げその発展に寄与した貴重な存在であると言える。